# Penrith (Nueva Gales del Sur)
Penrith es una localidad de las proximidades de Sídney, Australia, situada 50 km al poniente del centro de la ciudad, y perteneciente al municipio Ciudad de Penrith, al oriente del río Neapan. Cuenta con 11.813 habitantes, de los 178.467 a los que asciende la población total del municipio.